# Holte Gymnasium
Holte Gymnasium var et dansk privatejet gymnasium beliggende i Holte.
Gymnasiet blev oprettet i 1899 som en pogeskole, drevet af Henny Algreen Ussing. I 1914 flyttede skolen til Skolevej under navnet Holte højere Almenskole, og fra 1932 blev skolen drevet af et aktieselskab. De første studenter dimitteredes i 1934. 
Holte Gymnasium bestod af såvel en 10-årig grundskole som af selve den treårige gymnasieskole.
Holte Gymnasium blev nedlagt i 1996 grundet faldende elevtal og deraf følgende dårlig økonomi. Bygningerne har siden da huset folkeskolen Dronninggårdsskolen, i dag kaldet Holte Skole, afdeling Rønnebærvej, der blev oprettet med gymnasiets grundskole som udgangspunkt.

## Kendte studenter
- 1945: Thorkild Hansen, forfatter
- 1947: Kirsten Aschengreen Piacenti, kunsthistoriker, direktør for museet Museo Stibbert i Firenze
- 1947: Bent Jørgen Muus, professor dr.phil.
- 1949: Erland Munch-Petersen, professor dr.phil. i litteratur ved Göteborgs Universitet
- 1954: Peter Zobel, erhvervsleder
- 1955: Anders Westenholz, forfatter
- 1960: Mads Øvlisen, erhvervsleder m.m.
- 1962: Kaare Weismann, dr. med. og professor i dermato-venerologi ved Københavns Universitet
- 1966: Jakob Lange, cand.phil. i samfundsfag, studiechef ved Københavns Universitet og tidligere MF
- 1970: Erik Skyum-Nielsen, mag.art. i nordisk litteratur og lektor ved Københavns Universitet, senere lektor ved Islands Universitet

Ca. 1971: Flemming Enevold, skuespiller og teaterchef.
- 1974: Elisabeth Meyer-Topsøe, operasangerinde, professor
- 1975: Klaus Riskær Pedersen, erhvervsmand og politiker
- 1978: Peter Huss, forfatter
- 1979: Anders Hejlsberg, chief engineer ved Microsoft og designer af programmeringssproget C#
- 1984: Susi Hyldgaard, jazzsangerinde
- 1986: Thomas Wivel, komiker og tekstforfatter
- ca. 1988: Frederik C. Krebs, dansk professor og direktør
- 1989: Karen Ellemann, uddannet skolelærerinde fra N. Zahles Seminarium samt MF og minister

| Skole | Spire Denne artikel om en skole, en uddannelsesinstitution eller uddannelse er en spire som bør udbygges. Du er velkommen til at hjælpe Wikipedia ved at udvide den. |

55°48′53.4″N 12°27′55.76″Ø / 55.814833°N 12.4654889°Ø